# Феррейра, Паулу
Па́улу Рена́ту Ребу́шу Ферре́йра (порт. Paolo Renato Rebocho Ferreira; род. 18 января 1979, Кашкайш, Португалия) — португальский футболист, игравший на позиции защитника.

## Клубная карьера

### Начало карьеры
Феррейра начал свою карьеру в клубе Сегунды «Эшторил-Прая». В начале сезона 2000/01 он перешёл в «Виторию» из Сетубала. В начале своей карьеры играл на позиции правого полузащитника.

### «Порту»
Отличные выступления Феррейры заставили обратить на него внимание главного тренера «Порту» Жозе Моуринью. Летом 2002 года Феррейра перешёл в «Порту», сумма трансфера составила около двух миллионов евро.
В следующем сезоне он выиграл чемпионат и кубок Португалии, но главным событием сезона была победа в Кубке УЕФА. В финальном матче был переигран шотландский «Селтик».
В сезоне 2003/04 «Порту» победил в Лиге чемпионов. Феррейра был основным правым защитником команды, принимал участие в победном финале Кубка УЕФА против «Монако». Также «Порту» выиграл чемпионский титул Суперлиги.

### «Челси»
После двух лет в «Порту» Феррейра перешёл в «Челси» за 20 000 000 € в начале сезона 2004/05. На «Стэмфорд Бридж» Феррейра воссоединился с Моуринью и бывшим товарищем по команде Рикарду Карвалью, также пришедшими в «Челси» в межсезонье. Феррейра производил приятное впечатление в дебютном сезоне, приняв участие в 29 матчах Премьер-лиги. Из-за травм Паулу пропустил концовку сезона, но «Челси» выиграл чемпионский титул.
Феррейра продолжал показывать прекрасную форму и в следующем сезоне. Он забил свой первый гол за «Челси» в победном матче Кубка Англии против «Колчестер Юнайтед». Челси вновь выиграл чемпионский титул.
В сезоне 2006/07 Феррейра уже не показывал той убедительной игры и потерял место в основном составе. Сначала его позицию занял Халид Буларуз, а затем опорный полузащитник Жереми Нжитап. Обострял конкуренцию и молодой французский хавбек Лассана Диарра. Однако Феррейра сыграл полный матч в финале кубка Англии против «Манчестер Юнайтед».
В сентябре 2007 года на смену Моуринью пришёл Аврам Грант. Феррейра не был игроком основы, проигрывая конкуренцию Майклу Эссьену и Жулиано Беллетти. Выходя на поле, Феррейра показывал очень трудолюбивый футбол. Он подписал новый пятилетний контракт с «Челси» 18 февраля 2008 года и согласился сменить номер с 20 на 19 после прибытия Деку. В последний день трансферного окна ходило много слухов о переходе Феррейры в «Вест Хэм Юнайтед», но трансфер не состоялся.
Перед началом сезона 2008/09 на пост главного тренера «Челси» был назначен Луиc Фелипе Сколари, а на позицию правого защитника был куплен Жозе Бозингва. Феррейра оказался в глубоком запасе, проиграв конкуренцию также и Браниславу Ивановичу. Лишь во второй половине сезона он изредка подменял на левом фланге обороны травмированного Эшли Коула. Всего Паулу принял участие в 12 матчах, чаще выходя на замену.
К сезону 2009/10 команду готовил итальянский специалист Карло Анчелотти. Ещё в начале сезона тяжёлую травму получил основной правый защитник Жозе Бозингва, не весь сезон был здоров и Эшли Коул. Всего Феррейра провёл за «Челси» 20 встреч, играя как на правом, так и на левом фланге обороны. «Челси» выиграл золотой дубль, победив в чемпионате и кубке страны. Таким образом, Феррейра стал трёхкратным чемпионом Англии.
Перед началом сезона 2010/11 команду покинул центральный защитник Рикарду Карвалью, а запасной центр-бек Алекс боролся с травмами и потерей формы. В связи с этим в центр обороны перешёл универсальный Бранислав Иванович, а Феррейра стал чаще появляться на правом фланге защиты. Зимой в команду пришёл Давид Луис, а Бозингва набрал форму, в связи с чем Феррейра стал чаще оставаться на скамейке запасных.
В конце сезона 2012/2013, в последнем матче сезона против «Эвертона», Ферейра вышел на замену во втором тайме, а после финального свистка объявил болельщикам и товарищам по команде об окончании футбольной карьеры.

## Международная карьера

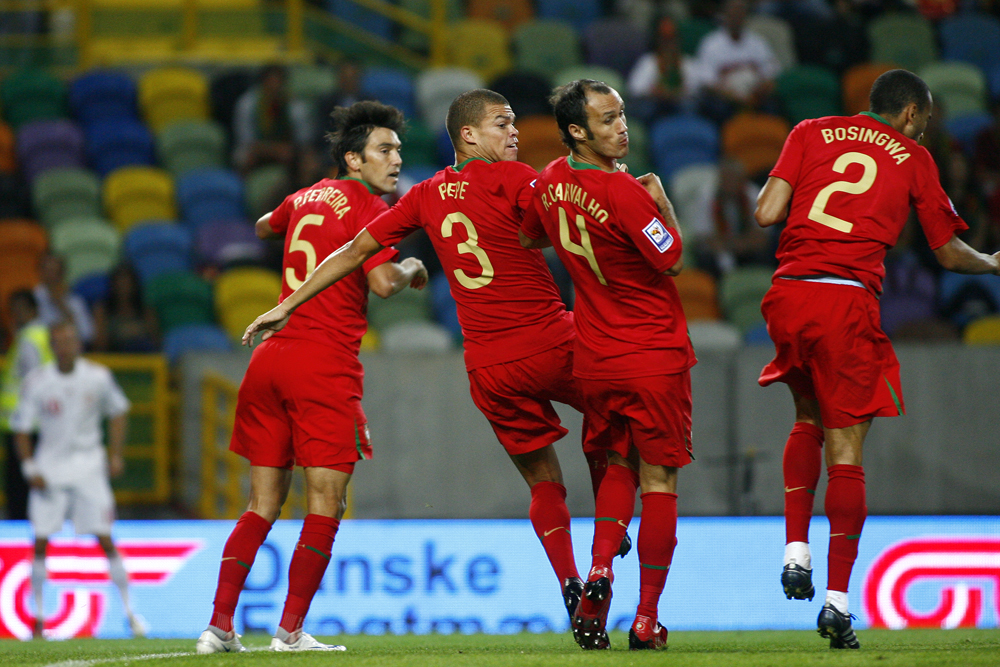
Португальские защитники в стенке при исполнении штрафного удара (слева направо: Феррейра, Пепе, Карвалью и Бозингва)

Феррейра призывался в молодёжную сборную Португалии и провёл за неё 27 матчей.
Паулу попал в состав национальной команды Португалии на Евро-2004 и принял участие в матче-открытии против Греции, однако допустил ряд ошибок. Оставшуюся часть турнира играл Луиш Мигел Монтейру. Однако в финальном матче Мигел получил травму и второй тайм играл Феррейра.
Паулу принял участие в двух матчах Чемпионата мира 2006. В полуфинале против Франции, который Португалия проиграла со счётом 0:1, Феррейра заменил травмированного Мигела. Также он участвовал в матче за третье место против хозяйки турнира — сборной Германии.
Из-за большой конкуренции на позиции правого защитника со стороны Бозингвы и Мигела, Феррейра часто играл слева, подменяя Нуну Валенте.
Паулу Феррейра попал в заявку португальской сборной на Евро-2008 в Австрии и Швейцарии. Португалия была выбита в четвертьфинале, Феррейра играл на позиции левого защитника во всех четырёх матчах.
На чемпионате мира 2010 Феррейра играл только в первом матче против сборной Кот-д’Ивуара. Ещё в одном сыграл Мигел, а в двух последних позицию правого защитника закрывал Рикарду Кошта.
30 августа 2010 года Феррейра объявил о завершении международной карьеры, вскоре из сборной ушёл и Мигел, оставив позицию правого защитника Жозе Бозингве. За сборную Паулу Феррейра провёл 62 матча и играл на четырёх турнирах (Евро-2004, ЧМ-2006, Евро-2008 и ЧМ-2010).

## Статистика
| Выступление       | Выступление      | Выступление      | Лига | Лига | Кубок страны | Кубок страны | Кубок лиги | Кубок лиги | Еврокубки | Еврокубки | Итого | Итого |
| Клуб              | Лига             | Сезон            | Игры | Голы | Игры         | Голы         | Игры       | Голы       | Игры      | Голы      | Игры  | Голы  |
| ----------------- | ---------------- | ---------------- | ---- | ---- | ------------ | ------------ | ---------- | ---------- | --------- | --------- | ----- | ----- |
| Витория (Сетубал) | Сегунда лига     | 2000/01          | 32   | 2    | 2            | 1            | —          | —          | —         | —         | ?     | ?     |
| Витория (Сетубал) | Примейра         | 2001/02          | 34   | 0    | ?            | ?            | —          | —          | —         | —         | ?     | ?     |
| Витория (Сетубал) | Итого            | Итого            | 68   | 2    | ?            | ?            | —          | —          | —         | —         | ?     | ?     |
| Порту             | Примейра         | 2002/03          | 30   | 0    | 4            | 0            | —          | —          | 12        | 0         | 46    | 0     |
| Порту             | Примейра         | 2003/04          | 32   | 0    | 5            | 0            | —          | —          | 13        | 0         | 50    | 0     |
| Порту             | Итого            | Итого            | 62   | 0    | 9            | 0            |            |            | 25        | 0         | 96    | 0     |
| Челси             | Премьер-лига     | 2004/05          | 29   | 0    | 1            | 0            | 5          | 0          | 7         | 0         | 42    | 0     |
| Челси             | Премьер-лига     | 2005/06          | 21   | 0    | 3            | 1            | 1          | 0          | 6         | 0         | 31    | 1     |
| Челси             | Премьер-лига     | 2006/07          | 24   | 0    | 5            | 0            | 2          | 0          | 6         | 0         | 37    | 0     |
| Челси             | Премьер-лига     | 2007/08          | 18   | 0    | 3            | 0            | 2          | 0          | 5         | 0         | 28    | 0     |
| Челси             | Премьер-лига     | 2008/09          | 7    | 0    | 1            | 0            | 2          | 0          | 2         | 0         | 12    | 0     |
| Челси             | Премьер-лига     | 2009/10          | 13   | 0    | 4            | 0            | 3          | 1          | 0         | 0         | 20    | 1     |
| Челси             | Премьер-лига     | 2010/11          | 20   | 0    | 1            | 0            | 1          | 0          | 5         | 0         | 27    | 0     |
| Челси             | Премьер-лига     | 2011/12          | 6    | 0    | 0            | 0            | 1          | 0          | 2         | 0         | 9     | 0     |
| Челси             | Премьер-лига     | 2012/13          | 2    | 0    | 1            | 0            | 1          | 0          | 2         | 0         | 6     | 0     |
| Челси             | Итого            | Итого            | 140  | 0    | 19           | 1            | 18         | 1          | 35        | 0         | 212   | 2     |
| Всего за карьеру  | Всего за карьеру | Всего за карьеру | 270  | 2    | ?            | ?            | 19         | 1          | 60        | 0         | ?     | ?     |

## Достижения
Командные
«Порту»
- Чемпион Лиги Сагриш (2): 2002/03, 2003/04
- Обладатель Кубка Португалии: 2003
- Обладатель Кубка УЕФА: 2003
- Победитель Лиги чемпионов УЕФА: 2004
- Обладатель Суперкубка Португалии (2): 2003, 2004
- Итого: 7 трофеев

«Челси»
- Чемпион Премьер-лиги (3): 2004/05, 2005/06, 2009/10
- Обладатель Кубка Англии (4): 2007, 2009, 2010, 2012
- Обладатель Кубка Футбольной лиги (2): 2005, 2007
- Финалист Лиги чемпионов УЕФА: 2007/08
- Победитель Лиги чемпионов УЕФА: 2012
- Обладатель Суперкубка Англии (2): 2005, 2009
- Победитель Лиги Европы УЕФА: 2013
- Итого: 13 трофеев

Сборная Португалии
- Серебряный призёр чемпионата Европы: 2004
- Четвёртое место на чемпионате мира: 2006

Личные
- Команда года по версии УЕФА: 2003
- Команда года по версии ESM: 2004
- Награда за особые заслуги перед «Челси»: 2014

## Награды
Медаль за заслуги ордена Непорочного зачатия Девы Марии Вилла-Викозской (дом Браганса).